# BN Ob 4551–4557
Die zweiachsigen Klappdeckelwagen der Gattung Ob mit den Nummern 4551–4557 bzw. 4558–4560 waren ab 1914 bei der Bern-Neuenburg-Bahn (BN) und der Gürbetalbahn (GTB) im Einsatz.

## Geschichte
Ab 1914 übernahm die Strafanstalt Witzwil den gesamten in der Stadt Bern anfallenden Haus- und Strassenkehricht. Dafür bestellten die BN und die GTB bei der Schweizerischen Industrie-Gesellschaft insgesamt zehn spezielle Güterwagen für den Transport des Kehrichts. Die Beladung erfolgte über Klappdeckel im Dach, die Entladung über seitliche Flügeltüren. Die Anlieferung erfolgte direkt auf das Anstaltsareal, das seit 1910 über einen eigenen Gleisanschluss ab Gampelen verfügte. Die Gefangenen mussten den anfallenden Abfall ausladen und in wieder verwertbare, zu verbrennende und zu deponierende Bestandteile sortieren. Dieses frühe Mülltrennungsverfahren wurde seitens der Strafanstalt zum 31. Dezember 1953 gekündigt. Bis zur Fertigstellung der neuen Verbrennungsanlage der Stadt Bern im August 1954 wurden die Kehrichtlieferungen allerdings in beschränktem Masse fortgesetzt. Danach erfolgte in Bern die Kehrichtverwertung für lange Zeit auf dem Wege der Verbrennung.
Nach dem Ende der Kehrichttransporte wurden alle zehn Wagen gesammelt im Bahnhof in Erlenbach abgestellt. Mit Ausnahme eines Exemplars, das die Nummer X4085 bekam, wurden sämtliche Wagen später umgebaut. Der erhaltene Wagen ist heute im Besitz der BLS AG, die durch mehrere Fusionen seit 1912 zur Rechtsnachfolgerin der BN und der GTB wurde.

## Galerie

Aufbau mit geöffneten Dachklappen
Aufbau mit geöffneten Seitentüren